# Општина Бајица (Хунедоара)
Бајица (рум. Băiţa) општина је у Румунији у округу Хунедоара.
Oпштина се налази на надморској висини од 450 m.